# Marxisme occidental
L'expression marxisme occidental  qualifie une grande variété de théoriciens marxistes, principalement d'Europe occidentale et d'Europe centrale. Il se distingue de la philosophie de l'Union soviétique, et notamment du stalinisme auquel il s'oppose idéologiquement. On considère généralement que les œuvres fondatrices sont Histoire et conscience de classe de György Lukács et Marxisme et philosophie de Karl Korsch publié en 1923.
L'expression de « marxisme occidental » a été proposée pour la première fois par Maurice Merleau-Ponty dans son ouvrage Les aventures de la dialectique (1955). Perry Anderson proposera ensuite sa propre analyse de ce courant de pensée dans son ouvrage Sur le marxisme occidental (1976).
Les marxistes occidentaux ont souvent (mais pas exclusivement) travaillé en tant que professionnel en université, philosophes, sociologues, politologues, critiques littéraires, etc.

## Éléments distinctifs
Même s'il y a eu de nombreuses écoles du marxisme, comme l'austromarxisme ou le communisme de gauche d'Anton Pannekoek ou de Rosa Luxemburg, qui se distinguent nettement du marxisme-léninisme, le terme « marxisme occidental » est généralement appliqué aux théoriciens marxistes qui minimisent la primauté de l'analyse économique, pour se préoccuper plutôt des zones abstraites et philosophiques du marxisme.[évasif]
Dans ses premières années, l'élément le plus caractéristique du marxisme occidental a été une contrainte sur les composantes hégélienne et humanistes de la pensée de Karl Marx, mais plus tard, les formes de marxisme occidental, comme le marxisme structurel (en), ont été aussi fortement antihumaniste.
Le marxisme occidental souligne souvent l'importance de l'étude de la culture pour une compréhension adéquate de la société. Les marxistes occidentaux ont ainsi élaboré des variations souvent complexes sur les théories de l'idéologie et de la superstructure, qui ne sont que finement esquissés dans les écrits de Marx et Engels.

## Marxistes occidentaux célèbres
- Louis Althusser
- Walter Benjamin
- Daniel Bensaïd
- Ernst Bloch
- Bertolt Brecht
- Lucio Colletti
- Galvano Della Volpe
- École de Francfort
  - Theodor W. Adorno
  - Max Horkheimer
  - Herbert Marcuse
  - Erich Fromm
- Lucien Goldmann
- Antonio Gramsci
- David Harvey
- Franz Jakubowski
- Fredric Jameson
- Karl Korsch
- Henri Lefebvre
- Georg Lukács
- Ralph Miliband
- Toni Negri
- Georges Politzer
- Nicos Poulantzas
- Helmut Reichelt
- Jean-Paul Sartre
- Lucien Sève
- Jean-Marie Vincent